# ودان (السعودية)
ودّان: موضع تاريخي يقع في السعودية، يبعد 12 كلم إلى الجنوب الشرقي من مدينة مستورة، ويبعد عن المدينة المنورة نحو 250 كلم. وقعت به معركة الأبواء والمعروفة أيضا باسم غزوة ودان، هي أولى المعارك التي خاضها النبي محمد ﷺ، وكانت في شهر صفر سنة 2هـ/ 623 م. 
تجدر الإشارة إلى أن هناك مدينتان أخريان بنفس الاسم إحداهما المدينة التاريخية ودان (ليبيا) المذكورة في الفتوحات الإسلامية والأخرى ودان موريتانيا.